# Чарторыйский, Адам Ежи
Князь А́дам Е́жи Чарторы́йский (пол. Adam Jerzy Czartoryski; на русский лад Ада́м Ада́мович Чарторы́(ж)ский; 14 января 1770[…], Варшава — 15 июля 1861[…], Монфермей) — российский и польский государственный и политический деятель, глава княжеского рода Чарторыйских, которого в течение долгой жизни борцы за независимость Польши не раз прочили в короли Польши.
В начале XIX века был близок к российскому императору Александру I, входил в его «негласный комитет», занимал пост министра иностранных дел Российской империи (1804—1806). Глава национального правительства в дни Ноябрьского восстания 1830 года. В середине XIX века его парижский дом (особняк Ламбер) стал штаб-квартирой польской эмиграции. Известен также как ценитель искусства и мемуарист.

## Происхождение и ранние годы
Родился 14 января 1770 года в Варшаве. Сын князя Адама Казимира Чарторыйского и Изабеллы Флемминг. Ходили слухи, что Адам родился от связи Изабеллы с генералом Николаем Репниным, который был послом Екатерины II в Речи Посполитой и обладал большим влиянием на решения короля и сейма:

Исступленным патриотизмом его мать заслужила от поляков название матки отчизны; в объятиях этой матки, польской Юдифи, русский Олоферн наш, князь Николай Васильевич Репнин не потерял, однако же, головы, и отчизну её, когда был послом в Варшаве, заставлял трепетать перед собою. Князь Адам был плодом всем известного сего чудовищного союза. С малолетства напитанный чувствами жесточайшей ненависти к истинному своему отечеству, он посвящён был его же служению.— «Записки» Вигеля
Мать Адама — Изабелла — мало занималась воспитанием сына, ведя светскую жизнь. Родители старались дать ему и его брату, Константину-Адаму, возможно лучшее образование, для чего приглашали к ним известных педагогов; в 1786 году отправили их в путешествие по Европе. Особенно важным было пребывание Адама Чарторыйского, с 1791 года, в Англии. В Польшу он вернулся перед самой войной, приведшей ко второму разделу государства. Он принял участие в военной кампании и был вынужден по окончании войны снова уехать в Англию.
Попытался в 1794 году принять участие в восстании Костюшко, но был арестован в Брюсселе по распоряжению австрийского правительства. Екатерина II приказала наложить секвестр на владения Чарторыйских. В ходе переговоров при посредстве австрийского императора Франца II Екатерина II пообещала пересмотреть своё решение, если молодые князья Адам и Константин вступят в русскую службу. Братья приехали в Санкт-Петербург 12 мая 1795 года.

## На русской службе
Уже в 1795 году братья Чарторыйские по милости императрицы стали офицерами русской гвардии: Адам — конногвардейцем, Константин — измайловцем. Кроме того, 1 января 1796 года оба брата были пожалованы в камер-юнкеры.
Вскоре неожиданный поворот судьбы сделал Адама Чарторыйского поверенным душевных тайн великого князя Александра Павловича; между ними завязалась тесная дружба, возбудившая подозрение императора Павла, который в 1799 году отправил его в качестве посла к сардинскому двору. В 1801 году Чарторыйский возвратился в Петербург, где его царственный друг, теперь император, пожелал пользоваться его советами.

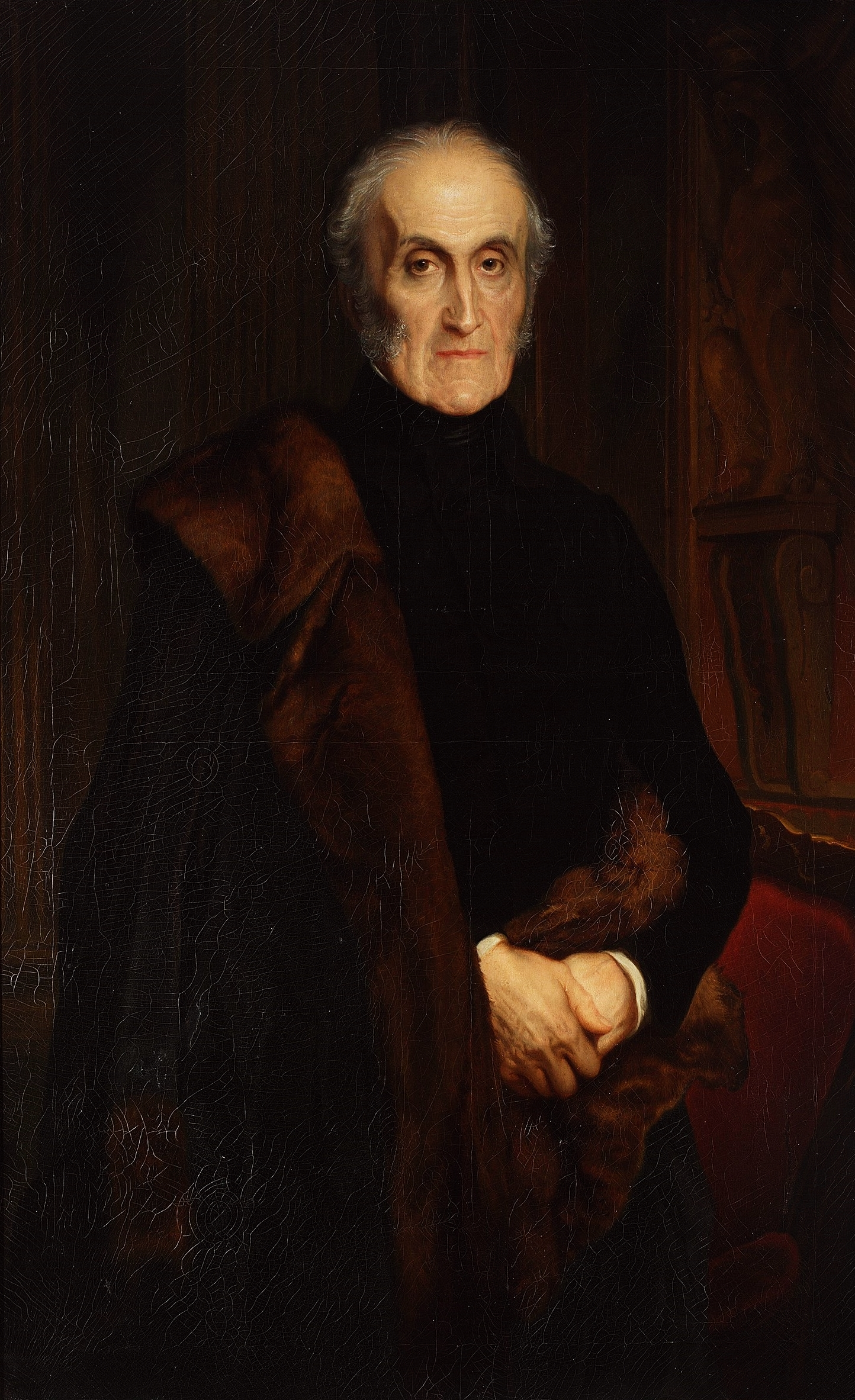
Князь Адам в 1857 году. Художник П. Деларош.

Адам Чарторыйский вошёл в состав ближайших сотрудников Александра I и в этом качестве принял деятельное участие в негласном комитете, в котором обсуждались преобразовательные планы нового правительства.
С 1803 года назначен попечителем Виленского учебного округа. Вскоре князь Адам Чарторыйский был поставлен во главе министерства иностранных дел, откровенно указав императору на то, что он может направлять внешнюю политику России не иначе, как в согласии с интересами Польши. Заключение Россией союза с Австрией и Англией и объявление войны Наполеону было делом Чарторыйского, составившего смелый план переустройства Европы. Согласно этому плану восстанавливалось польско-литовское государство, но в тесном политическом союзе с Россией. Однако поражение при Аустерлице охладило императора к этому плану.
В 1807 году Чарторыйский оставил пост министра иностранных дел, а в 1810 году навсегда покинул Петербург и сосредоточил свою деятельность исключительно на управлении виленским учебным округом.
Как указывал И. Н. Лобойко, «когда князь Чарторыжский заметил, что он теряет при российском Дворе прежнее значение, с досады удалился за границу и несколько лет жил в Париже… Государь, не желая оскорблять князя Чарторыжского, не лишал его звания попечителя». В мае 1822 года Чарторыйский вернулся в Вильну и только в 1823 году, вследствие процесса по делу филоматов—филаретов, он вынужденно ушёл в отставку.

## Глава польской эмиграции
Поселившись в Пулавах, князь Адам Чарторыжский выступил уже в иной роли: не в качестве посредника между польской нацией и русским престолом, а в качестве одного из организаторов направленных против России польских движений.
С началом польского восстания в ноябре 1830 года стал членом Административного совета, с декабря 1830 года председатель Временного правительства (пол. Rząd Tymczasowy), затем до 15 августа 1831 года председатель Национального правительства (пол. Rząd Narodowy). С подавлением восстания эмигрировал.
С 1833 года обосновался в Париже. Возглавил консервативное крыло польской эмиграции — «Монархическое товарищество Третьего Мая». Поддерживал антироссийскую политику западноевропейских держав, противоправительственные революционные и национально-освободительные движения, рассчитывая при их успехе на восстановление Польши. Во время Крымской войны покровительствовал польским военным формированиям в Турции. После заключения Парижского мира в марте 1856 года удалился от политической деятельности.
Умер 15 июля 1861 года и похоронен в церкви на кладбище в Монморанси. В августе 1865 года гробы с останками князя и его жены были перевезены в Сеняву, где они были помещены в семейный склеп.

## Семья

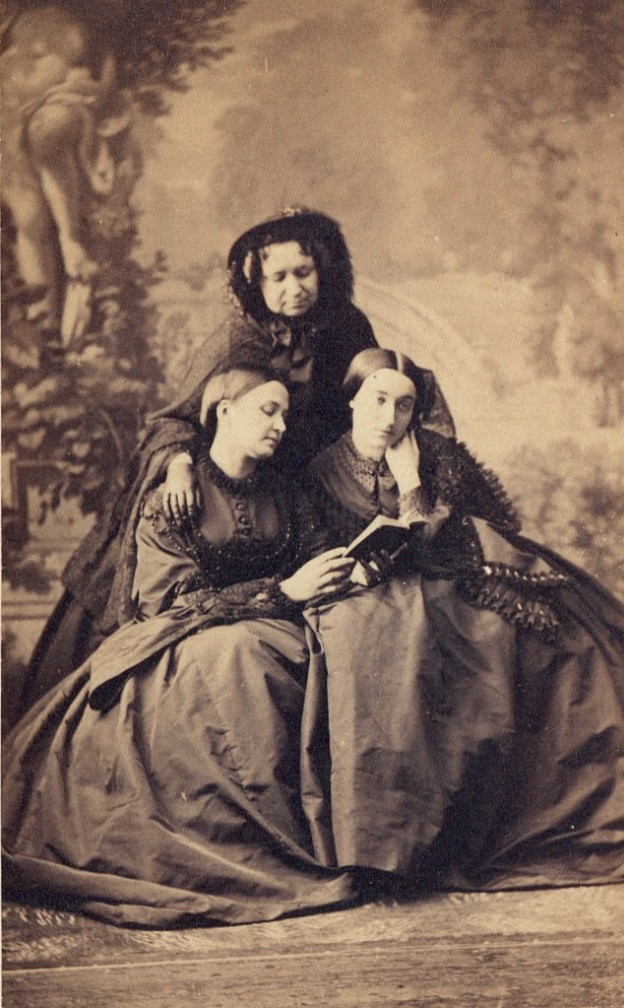
Вдова князя Чарторыйского с дочерью и невесткой

С 25 сентября 1817 года был женат на Анне Софии Сапеге (1799—1864), единственной дочери князя Александра Антония Сапеги, одного из адъютантов Наполеона, от брака с Анной Замойской. Помимо князя Чарторыйского, руки Анны добивался генерал Людвик Михал Пац (1780—1835), также служивший у Наполеона адъютантом. Узнав о намерении Чарторыйского жениться на Сапеге, он вызвал его на дуэль и легко ранил. После свадьбы Пац вторично вызвал соперника на дуэль, которая долгое время не могла состояться благодаря вмешательству великого князя Константина Павловича. В марте 1818 года противники стрелялись в окрестностях Варшавы, и Чарторыйский опять отделался лёгкой раной в ногу. В браке имели детей, из которых трое достигли зрелости:
- Витольд Адам (1822—1865), женат с 1851 года на Марии Сесилии Грохольской (1833—1928), брак бездетный;
- Леон (1825—1827)
- Владислав (1828—1894), был женат на внебрачной дочери королевы Испании и принцессы Королевства Обеих Сицилий Марии Кристины, Марии Ампаро, затем на принцессе Орлеанского дома Марии Аделаиде (внучке французского короля Луи Филиппа), трое сыновей от двух браков;
- Изабелла Елизавета (1830—1899), замужем с 1857 года за графом Яном Дзялыньским (1829—1880), брак бездетный.
- Эльжбета Мария Тереза (род. и ум. в 1830).

Кроме того, существует мнение, что он был отцом дочери императрицы Елизаветы Алексеевны по имени Мария (1799—1800).